# مديرية حوث

تعديل مصدري - تعديل

مديرية حوث إحدى مديريات محافظة عمران في اليمن. بلغ عدد سكانها 22267 نسمة عام 2004. تقع المديرية في وسط محافظة عمران وتضم خمسة عشر عزلة. مركز المديرية مدينة حوث.

موقع مديرية حوث في محافظة عمران

## نبذة عن مديرية حوث
هي مدينة عامرة، ضاربة بجذورها في عمق التاريخ، بارزة بجلالها في مختلف العصور، وهي جامعة الزيدية، ومدرسة من مدارس الإسلام؛ إذ كانت وما زالت من أقدم الهجر العلمية وأشهرها، وأوسعها مساحةً، وأطولها عمراً، قد تخرج منها الآلف من العلماء عبر العصور وفي مختلف الأزمنة.

## الموقع
وتقع مدينة حوث في الشمال من صنعاء، وتبعد عنها (119) كم، وهي تتبع إدارياً محافظة عمران، وتبعد عنها حوالي (81) كم، ويبلغ عدد سكانها 6421 حسب التعداد السكاني لعام 2004م.

## نسبة التسمية
سميت «حوث» بهذا الاسم نسبة إلى حوث بن السبع بن صعب بن معاوية بن كثير بن مالك بن جشم بن حاشد، وعُرِف أهله بالحوثان وسكنوا الكوفة.
قال نشوان الحميري في كتابه شمس العلوم: «حوث بلد باليمن، سُمي بساكنه حوث بن السبيع من همدان من ولده الحوثان بالكوفة، وبحوث كان مقام نشوان بن سعيد مصنف هذا الكتاب».
وأنشد:

## حوث قديماً
قال العلامة القاسم السراجي: "اشتهر أن مدينة "حوث" كانت تنقسم إلى قريتين:

### قرية بني حرب
وهم بنو حرب بن وادعة، ويسكنون جهة الجنوب وفي جبل عجمر ـ وبه آثار قديمة ـ، وخراب الرصاص، ويسكنون بجبل رميض أيضاً، وقد ذكر ذلك الهمداني في صفة جزيرة العرب وإليهم بِرْكَة المصكعة الواقعة في الجهة الغربية بحوث.

### قرية بني سلامة
ويقال: بنو سلمة، وإليهم اشتهر نسبة مسجد بني سلمة كما ذكره بعض المؤرخين، وكانوا يسكنون جهة الشمال، ويظهر ما يدل على سكناها، وقدمها، وإليهم بركة المخابيز، وما بجوارها، وكانت تدور الحروب بينهما كما قيل.
ويقال: إن الإمام المنصور بالله عبد الله بن حمزة بنى مسجد الصومعة بين القريتين، وهذا يدل على استمرار القبيلتين بها قروناً كثيرة.
ومن سكانها بنو ربيعة، وكانت تسمى بديار بني ربيعة، كما ذكر ذلك الهمداني وغيره، وسكنها بنو حرام أيضاً، ذكر ذلك الهمداني والجندي".[السراجي، روائع البحوث، ج1/ ص61]

## مكانتها التاريخية
لقد احتلَّت مدينة حوث مكانة تاريخية كبيرة، فكراً، وثقافة، وسياسة، وأدباً، وفضلاً، فهي من المدن العلمية العظيمة، والهجر القديمة، والمدارس الشهيرة، ودورها العلمي السياسي معلوم في المدن اليمنية.
قال المؤرخ الكبير محمد بن محمد زبارة رحمه الله: «حُوث - بضم الحاء المهملة وبالواو الساكنة والثاء المثلثة- المعروفة ببلاد حاشد على مسافة ثلاثة أيام من صنعاء».
وقال المقحفي: «حوث - بضم فسكون- مدينة كبيرة ما بين خَمِر جنوباً وحَرْف سفيان شمالاً».[المقحفي، معج البلدان اليمنية، ج1/ ص527]
قال عنها القاضي إسماعيل الأكوع: «هجرة عامرة في العصيمات، إحدى بطون قبيلة حاشد الأربع، وتقع في منتصف الطريق بين صعدة شمالاً وصنعاء جنوباً»[الأكوع، هجر العلم، ج1/ ص491]
وتعتبر مدينة حوث من المدن العتيقة، التي ظهر تاريخها في القدم، حتى قيل: إن وجودها كمدينة سميت بهذا الاسم من قبل الإسلام، قال المقحفي: «ويرجع تاريخ مدينة حوث إلى عصور زمنية سحيقة تصل إلى ما قبل التاريخ الهجري، يؤكد على ذلك: الشواهد والمآثر المعمارية والنقوش والنحوت المنتشرة في نواحي المدينة وفي قمم الجبال المطلة عليها، ومنها: جبل» رميض«وجبل» عجمر«وفي سفح الأخير تقع خرائب مدينة حوث القديمة»[المقحفي، معجم البلدان اليمنية، ج1/ ص528].
وقد ذكر الإمام المنصور بالله عبد الله بن حمزة في كتابه الشافي [ج4/ ص230]: «أن النبي بَعَثَ إلى الظاهر وحوث بعامل، وهو الصحابي عامر بن شهر الهمداني», بينما يتحدث البعض عن قدوم الإمام علي عليه السلام إليها وأنه بنى فيها مسجد الشجرة، يقول العلامة القاسم السراجي: «لنقف الآن مع رواية نسمعها عن الآباء، وقد تناقلها الآباء عن الأجداد، سماعاً إلى يومنا هذا، ولم أقف على من دونها، وذلك أن أمير المؤمنين علي بن أبي طالب عليه السلام لما خرج إلى اليمن، وصل إلى هذه البلدة المباركة أعني مدينة حوث، فجلس تحت شجرة وأخبر ببناء مسجد جامع للناس لا ينقطع منه العالم والمتعلم إلى يوم القيامة، وقد بُني هذا الجامع المقدس، وسمي بجامع الشجرة»[السراجي، روائع البحوث، ج1/ ص36].
ومما يدل على أن مدينة حوث ترتبط بعصر النبوة، أن الحارث الأعور الهمداني صاحب أمير المؤمنين علي بن أبي طالب يُنسب إلى هذه المدينة، قال الهمداني: «فمن حوث الحارث الأعور بن عبد الله بن كعب بن أسد بن يخلد بن يعمر بن عمرو بن الحارث بن يمجد بن يخلد بن حوث، الفقيه صاحب علي وراويته»[الهمداني، الإكليل، ص8].
ويثبت لنا التاريخ بأن الحوثان الذين سكنوا الكوفة هم من حوث، قال الهمداني: «فأولد السبع السبيع بطن وحوثاً وهو عبد الله بطن وهم الحوثان»[الهمداني، الإكليل، ص8], قال نشوان الحميري عند ذكره لحوث: «ومن ولده الحوثان بالكوفة».
ولهذه المكانة التأريخية فقد لعبت مدينة حوث أدواراً على مستوى الساحة اليمنية

## الدور السياسي
كان لمدينة حوث عبر مراحل التاريخ دور مهم، وأثر في الحياة السياسية، فكان لها ولأبنائها مشاركة في صنع القرار السياسي، تكشف عن ذلك عدد من الوقائع منها: أن عدداً من الأئمة سكنوا حوث في فترات زمنية، واتخذوها منطلقاً لتأمين البلاد وفرض الاستقرار، فيذكر المؤرخون أن الإمام الهادي عليه السلام قدم حوث واتخذها مركزاً ومنطلقاً لبث الأمن وتوطيد الاستقرار، وفي سنة (305هـ) دخلها ولده الإمام الناصر واستقر بها، وكذلك الإمام يوسف الداعي بن يحيى بن أحمد بن الإمام الهادي، والذي بنا بها داراً وأسكن أولاده بها بعد سنة (368هـ).
واستمرت بعدها مدينة حوث على ذلك، من دون أن تغب عن الواجهة السياسية، ففي بدايات القرن السادس الهجري، ولد بالقرب من مدينة حوث الإمام المتوكل على الله أحمد بن سليمان وسكنها، والذي تولى الإمامة سنة (532هـ)، «ثم بسط نفوذه في أنحاء اليمن، ووحد أقطارها، وخُطِب له في بلاد الحجاز ينبع وخيبر، وانقادت لحكمه الجيل والديلم».[المؤيدي، التحف، ج1/ ص258].
وبعد وفاة الإمام المتوكل على الله استمر هذا الدور، فقصدها الإمام المنصور عبد الله بن حمزة، واستقر بها سنة (596هـ) كاملة وأشهراً في سنة (597هـ)، ثم قصدها في سنة (599هـ)، واتخذها مركزاً له؛ لتفقد أحوال البلاد، فقصده إليها الأمير المؤيد السليماني «صاحب أبو عريش»، ثم استقر بها الإمام المنصور في سنة (600هـ)، ومنها وزع عماله على بعض مناطق اليمن «كتهامة» و«سفيان».
وبسبب هذا الدور الذي لعبته مدينة حوث، فقد تعرضت في تلك الفترة للخراب ثلاث مرات، في سنة (600هـ), وفي (605هـ) وفي (615هـ).
وفي بداية القرن السابع اتخذها الإمام المهدي أحمد من الحسين أبي طير سكناً له، وذلك في سنة (653هـ) واستمر بها سنة كاملة، وفي سنة (656هـ) انطلقت منها ثورة معارضة ضد الإمام المهدي بقيادة داود بن الإمام المنصور، وبغض النظر عن موقفنا من تلك الثورة ومن أهدافها، فإننا في صدد الحديث عن دورها السياسي، ولا شك أن المدن التي تستطيع أن تقود الثورات تعتبر من المناطق المؤثرة سياسياً على الساحة.
وفي مطلع القرن الثامن، وبالتحديد في سنة (701هـ)، انعقدت البيعة فيها للإمام محمد بن المطهر، والذي بسط نفوذ دولته على معظم مناطق اليمن «الشمال والجنوب»، فقد «افتتح عدن وتلك المناطق».[المؤيدي، التحف، ج1/ ص288]
وفي ثورة الإمام القاسم بن محمد، في مطلع القرن الحادي عشر، اتخذ الإمام من جبل رميض المطل على مدينة حوث منطلقاً لجهاد الغزاة الأتراك.
وهكذا كان لحوث وأهلها دوراً سياسياً بارزاً، في مختلف العصور، كسائر المناطق اليمنية، وإن كان ذلك الدور يتغير بين مدٍّ وجزر، فمرة يلمع ومرة يخفت، وبقي هنا أن ننوه على وجه آخر من أوجه الأدوار السياسية، وهو ما يعرف في فكر أهل البيت عليهم السلام بالاحتساب، وهو وجه آخر من أوجه الولاية وإدارة شؤون البلاد، تخول صاحبها بعض الولاية في إدارة البلاد، من إزالة المنكرات، ونفي الفواحش، ومحاربة الفساد الديني والأخلاق، وقد شهدت مدينة حوث هذا الولاية، ففي القرن الثاني عشر الهجري، قام بالاحتساب السيد المحتسب يحيى بن محمد الحوثي المعروف بالعروبا، والذي توفي سنة (1152هـ), ثم قام بالاحتساب بعده تلميذه السيد المحتسب أحمد بن قاسم عشيش.

## الدور العلمي
ظلت مدينة حوث هجرة علمية، وجامعة لتدريس العلوم الشرعية عبر عصور الإسلام، فهي من أقدم الهجر العلمية، وأوسعها وأشهرها وأطولها عمراً، ولم تخلُ على مر العصور من الدرس والتدريس، فقامت فيها عدد من المدارس العلمية العريقة، وسكنها عدد من أقطاب العلوم وأئمة الاجتهاد، فقد سكنها الإمام المتوكل على الله أحمد بن سليمان، ودرَّس فيها وأخذ عنه العلم مشاهير الإسلام في ذلك الزمان، أمثال حميد بن أحمد القرشي، وفي تلك الأيام وفد إلى اليمن من أرض العراق العلامة الكبير زيد بن الحسن البيهقي، فالتقى به الإمام المتوكل على الله وأجازه، وأن يفد عالم من العراق فهذا يدل على ازدهارٍ الحياة العلمية، كما أنه يعتبر رافداً جديداً من روافد العلم، فقد جاء ومعه كثير من علم أهل العراق، ولا شك أن العلماء اليمنيين وفي طليعتهم الإمام المتوكل على الله قد استفادوا من تلك العلوم.
وممن أخذ عن الإمام المتوكل على الله العلامة المجتهد الحسن بن محمد الرصاص، وأسس مدرسة علمية في حوث كانت واسطة عِقْد الأسانيد في ذلك العصر، ومنهلاً اغترف منه العلماء والأئمة، ولعل أشهر من قرأ في هذه المدرس وتخرج منها الإمام المنصور بالله عبد الله بن حمزة، والذي واصل النشاط العلمي في مدينة حوث، فبنى فيها مسجده المسمى بالصومعة، وأسس فيها مدرسته العلمية التي عرفت بـ (المدرسة المنصورية)، ولعل هذا العصر من أزهى عصور المدينة علماً ومعرفةً ودرساً وتدريساً، ولقد تخرج من هذه المدرسة كبار العلماء الذين برزوا فيما بعد، كشعلة الأكوع، وحُمَيد الشهيد، وفي تلك المرحلة تلقى الإمام المطهر بن يحيى العلوم في مدينة حوث، وأخذ عن علمائها كالفقيه العلامة إبراهيم بن علي الأكوع.
وفي نهاية القرن السابع الهجري التحق بمدرسة حوث الإمام محمد بن المطهر، والذي بويع له بعد أن ظهر فضله وكراماته بالإمامة من هذه المدرسة، في مطلع القرن الثامن الهجري كما تقدم.
وفي هذه الفترة كان أشهر من أخذ العلم في مدينة حوث ودرَّسه الإمام المؤيد بالله يحيى بن حمزة، والتي بلغت شهرته الأفاق، وبلغت صفحات مؤلفاته كعدد أيام عمره.
ومن الأسر العلمية العريقة التي نشرت العلم في مدينة حوث، وكان لها فضل عظيم في النهضة العلمية والثقافية في هذه المدينة، أسرة بيت الرصاص، وهم مِن أقدم الأسر العلمية العريقة في هذه المدينة، ولقد حافظوا طيلة تلك الفترة على هذا الموروث العلمي الأصيل.
لقد أسس الإمام يحيى بن حمزة في مدينة حوث مدرسة علمية متكاملة الأركان، ثم خلفه أبناؤه في إحياء هذه المدرسة، وقاموا بنفقات المتعلمين والمهاجرين والعلماء والمدرسين، حتى أصبحت مدينة حوث في عهدهم شَامَةً علمية بارزة في أرض اليمن، لا توازيها مدينة في جميع الأصقاع اليمنية، وإن شئت قل: بل في العالم الإسلامي.
واستمر الدور العلمي والثقافي للمدينة في القرنين التاسع والعاشر، وإن بدا أنه قلَّ شيئاً يسيراً فلم يقلّ حقيقةً في الحركة العلمية، وإنما في المصادر التاريخية التي تتوفر اليوم عن القرن العاشر، ويرجع السبب كما يذكره العلامة القاسم السراجي في [روائع البحوث، ج1/ ص54]:
```
قلة المراجع التي بأيدينا عن ذلك العصر، وقلة من ذكر مما بأيدينا.
لذهاب الأضرحة كاملة بسبب السيول، فلم يبق ولا ضريح واحد.
```

لكنها برزت في هذين القرنين شخصيات علمية كبيرة، ولها ثقلها في الحياة العلمية والسياسية، ومن أبرز تلك الشخصيات العلامة الحجة شيخ العترة أمير الدين بن عبد الله بن نهشل، وهو في درجة علمية عالية، فهو شيخ الإمام المنصور بالله القاسم بن محمد، وكان عليه مدار الإجازات العلمية في ذلك العصر.
إن الدور العلمي لهذه المدينة قد طغى أي دور آخر، حتى أن المؤرخين في تناولهم لهذه المدينة يغفلون الحديث عن أي دور آخر للمدينة غير الدور العلمي، قال المؤرخ عبد الكريم الإرياني: «هجرة حوث من أقدم الهجر وأشهرها، تعتبر من أهم مدارس العلم الزيدية» [السراجي، روائع البحوث، ج1/ ص62].
ويقول القاضي محمد بن أحمد الحجري: «بلدة حوث من البلدان العامرة بالعلم والعلماء».[السراجي، روائع البحوث، ج1/ ص65].
قال المقحفي: «ترجع شهرتها إلى كونها من مراكز العلم البارزة سابقاً، والتي كان يطلق عليها مصطلح الهجرة، وقد أنجبت الكثير من العلماء والأدباء»[المقحفي، معجم البلدان اليمنية، ج1/ ص528].
وقال القاضي إسماعيل الأكوع: «هجرة عامرة في العصيمات ...... وهي من أقدم الهجر وأشهرها، فقد استمرت قروناً كثيرة، وهي مزدهرة بالعلم والعلماء»[الأكوع، هجر العلم، ج1/ ص491].

## أشهر معالمها

### المساجد
ضمت مدينة حوث عدداً من المساجد الأثرية القديمة، بعضها يرجع إلى عصر النبي الأكرم صلوات الله عليه وعلى آله وسلم، وبعضها إلى القرن السابع الهجري، وبعضها بعد ذلك وإلى الوقت الحاضر، ومن هذه المساجد:
- جامع الشجرة

الجامع الكبير أو جامع الشجرة، يعتبر من أقدم مساجد حوث العامرة؛ ولم نستطع معرفة تحديد تاريخ بنائه إلا أن المؤكد أن بنائه كان قبل القرن السابع الهجري إذ تفيد المصادر التاريخية أن الإمام يحيى بن حمزة عليه السلام أمر في سنة (735) أمر بتجديد بنائه، فقام ولده عبد الله بذلك، لكنه لم يكمله، فأكمله صنوه محمد.
ومن ذلك الزمان إلى وقتنا الحاضر مرَّ ببعض الزيادات، ففي سنة (1203هـ) زيد فيه في الجهة الغربية الجنوبية، والجهة الشمالية، وفي سنة (1259هـ) زيدت الجهة الشرقية الجنوبية، وفي سنة (1287هـ) بنيت المئذنة، وآخر زيادة فيه كانت في سنة (1426هـ).
ويعتبر جامع الشجرة من مدارس العلم التاريخية التي تخرج منها الكثير من الأئمة والفضلاء، منذ الإمام المنصور بالله إلى وقتنا الحاضر.
- مسجد الصومعة

وهذا المسجد يسمى عند المؤرخين والمحدثين بالمدرسة المنصورية، ويعود بناؤه إلى سنة (600هـ)، قام ببنائه الإمام المنصور بالله عبد الله بن حمزة كما تقدم.
ولقد ضم هذا المسجد مدرسة علمية ظلت مناراً للعلماء والمتعلمين، ولعل من أشهر الساعين والمدرسين في هذه المدرسة الشيخ العلامة علي بن حميد القرشي المتوفى سنة (640هـ).
قال المقحفي: «جامع الصومعة الذي ما يزال قائماً وهو مبني بالياجور، وله تصميم وطراز متميز في النقوش والزخرفة، وكان في الجامع مدرسة علم قديمة هي المدرسة المنصورية، تلقى منها الإمام عبد الله بن حمزة تعليمه على يد العلامة القاضـي الحسن الرصاص، وذلك في أواخر القرن السادس الهجري»(السراجي، روائع البحوث، ج2/ ص526).
وقد تعقب العلامة السراجي قول المقحفي، فقال: «قلت: والمدرسة العلمية التي تلقى الإمام عبد الله تعليمه فيها إنما هي في جامع الشجرة، والله أعلم».
ثم قال: «ويمتاز المسجد بالنقوش وبقوة السبك وبراعة التصميم على محرابها وجوانبها، ولها سقف متميز مجوَّف وبجواره من جهة الجنوب بركة صغيـرة، وبها قـبـر الولي العلامة الحسين بن حمزة صنو الإمام يـحيى بن حمزة عليه السلام، وفيها قـبـر العلامة الأزرقي، وقد جددت وأصلحت ولذلك طمس قـبـر الأزرقي، وأزيل بعض المآثر التي فيها، هذا وقد ذكر الأكوع أنه يوجد تاريخ بناءها في أحد أحجار المسجد في الجهة الجنوبية والله أعلم».(السراجي، روائع البحوث، ج2/ ص526).
- المسجد الأعلى

بني هذا المسجد في القرن الحادي عشر الهجري، بناه القاضي العلامة علي بن صلاح بن محمد الرصاص، المتوفى في سنة (1089هـ), والذي قبر بجوار المسجد.
قال العلامة السراجي: «ويسمى هذا المسجد بمسجد المشائخ، ويمتاز ببناء معماري جميل، وبجواره بركة واسعة وفيها تـخــطيط هندسي، وتقع الـبـركة في الجهة الجنوبية للمسجد».(السراجي، روائع البحوث، ج2/ ص528)
- مسجد العشيش

بناه السيد الصالح حسين بن محمد بن علي بن محمد بن علي بن عبد الله عشيش الصويتي، كان بناؤه في سنة (1122هـ).
قال العلامة السراجي: «ويمتاز المسجد بالنقوش والزخرفة وكتابة الآيات القرآنية، وعلى جداره وعلى المحراب، والسارية أيضاً، وبجواره بركة واسعة تقع في الجنوب الشـرقي للمسجد وبها مطاهيـر، وفي المسجد قـبـر السيد العلامة الإمام محمد بن علي عشيش المتوفى سنة (1032هـ)، وبجواره شمالاً قـبـر السيد العلامة المحتسب أحمد بن القاسم عشيش المتوفى سنة (1161هـ)، ويقع خارج السور الذي على المسجد من جهة الشـرق قـبـر السيد العلامة زيد بن علي بن عبد الله عشيش»(السراجي، روائع البحوث، ج2/ ص529).
- المسجد القبلي

```
يعود بناء هذا المسجد إلى القرن الحادي عشر الهجري، بناه السيد المجاهد عبد الله بن أميـر الدين بن عبد الله بن نهشل المتوفى سنة (1077هـ).
```

قال العلامة السراجي: «ويمتاز أيضاً أن بجواره بركة عظيمة بناها باني المسجد، فيها تصميم هندسي وبناء معماري، وتمتاز مطاهيـر هذه الـبـركة بالسعة دون سائر المساجد الأخرى.»[السراجي، روائع البحوث، ج2/ ص530].
```
ويوجد بجوار المسجد من جهة الغرب قـبـر السيد العلامة زيد بن يـحيى الحوثي وولده العلامة أحمد، ويقع بجوار المسجد من جهة الجنوب قـبـر السيد المجاهد عبد الله بن أميـر الدين وولده وحفيده.
```

- مسجد الخراب

يقول العلامة السراجي: «ولعله مسجد بني سلمة كما يذكره المؤرخون، وهو مسجد قديم اهتم به الأئمة والعلماء في مدينة حوث... وإنما سمي بمسجد الخراب؛ لأنه قد تهدم ثم أُعيد بناؤه، ويقع شمال مدينة حوث، وغرب بريكة المخابيز، ويُسمى الآن بمسجد المصبانة».(السراجي، روائع البحوث، ج2/ ص530)

### القباب
- قبة الإمام المتوكل على الله المحسن بن أحمد

عمر هذه القبة السيد محمد بن الإمام المحسن بن أحمد سنة (1297هـ), وتقع بجوار الجامع الكبير بحوث، وداخلها نقوش محزمة، وبها قبران، الأول للإمام المحسن بن أحمد، والثاني للإمام المنصور بالله محمد بن يحيى حميدالدين، وعلى القبرين تابوت فيه آيات قرآنية وقصائد منحوتة.
- قبة السيد الحسين بن علي

وتقع جنوب بركة الذويد، وفيها قبر السيد شرف الإسلام الحسين بن علي بن عبد الله بن محمد بن الإمام يـحيى بن حمزة.
- قبة الأعضب

تقع شمال مسجد العشيش وفيها قبر السيد الشهيد محمد بن علي الأعضب، وموضع القبة كان منزلاً للسيد محمد بن علي عشيش، وقد استشهد العلامة الأعضب في كمين نصبه الغزاة الأتراك، وكان المستهدف هو السيد القائد محمد بن علي عشيش، فلما خرج الأعضب للتدريس في مدرسة الإمام يحيى بن حمزة، ظنه الأتراك محمد بن علي عشيش، فرموا عليه فأصابوه فاستشهد عليه السلام، فقام محمد بن علي عشيش بدفن الشهيد الأعضب في منزله؛ ليتعاهده وليتذكره للأخذ بثأره، ثم بنيت عليه هذه القبة.
- قبة العامري

تقع بجوار بيت الأشقص، وفيها قبر السيد العلامة عبد الله بن الشهيد عامر بن علي.

### المقابر
كانت مدينة حوث ولا زالت سكناً للكثيـرين، ولذلك نجد اتساعاً في مقابرها، كما نجد مدافن لقبور كثيـرة، ففيها مقابر تُعدُّ من أشهر المقابر في اليمن؛ لما فيها من علماء وفضلاء، ولمساحتها الواسعة، وكثرة قبورها.
وهذا هو حصرها:
- العِشَـرة

بالعين المكسورة وفتح الشين، تعتبر هذه المقـبـرة أكـبـر مقابر مدينة حوث، وهي مقـبـرة مشهورة في المقابر اليمنية؛ وذلك لقدمها ولمن حوت من العلماء والفضلاء.
فالمقابر المشهورة في اليمن بالفضلاء والنبلاء ثلاث مقابر:
1- مقـبـرة خزيمة بصنعاء
2- مقـبـرة العوسجة بصعدة
3- مقـبـرة العشـرة بحوث
فهي ثالثة المقابر اليمنية شهرة؛ إذ فيها من العلماء والأولياء والأتقياء الكثيـر الكثيـر منذ القرون الأولى وحتى القرن الحادي عشـر وتمتاز بمساحة واسعة جداً امتداداً من الجهة اليمانية الغربية بحوث وتمتد شمالاً إلى مقـبـرة عكارة -الآتي ذكرها- مع أن السيول النازلة من الوادي الذي هو فرع لأحد مصبَات وادي خبش بالجوف قد أخذت الكثيـر منها، ولا زال يؤثر فيها، وللإهمال من قبل الأوقاف فإن السيول أثرت على القبور حتى ظهرت الجثث واللحود ، وتـحـتوي على أكثر من ثمانين ألف قـبـر سواء الداثر منها وغيـر الداثر، والكبار والصغار، والذكور والإناث، تقديـراً وتقريباً، مع أن نسبتها إلى اسم المكان الذي تقع فيها، وكل المقابر التي سنذكرها فهي بأسماء أماكنها.
- مروانة

وهي مقـبـرة معروفة تـحـتـل الجزء اليماني الشـرقي من العشـــرة، وبجوارها نزوان شمالاً، وفيها بعض أولاد الإمام يـحيى بن حمزة، وأكثر أحفادهم وأولادهم، ويظهر في الجهة الشـرقية بها قـبـر القاضـي علي بن محمد النجري، وفيها وفيات القرن الثامن الهجري والتاسع.
- عُكَارة

بضم العين وفتح الكاف وتـحـتل مكاناً واسعاً وهي واقعة شمال العشـرة بـيـنهما فاصل بأرضية وطريق وتمتد جنوباً إلى الطريق المارة صنعاء صعدة ذهاباً وإياباً، وإلى قرب سوق مدينة حوث، وربما أن الطريق هي التي فصلت المقـبـرة وأتلفت بعض القبور، وفيها قـبـر العلامة علي بن صلاح بن محمد، وقـبـر ولده العلامة محمد بن علي السـراجي، الحوثي وولده علي بن محمد السراجي وولده أحمد بن علي السراجي ، وقـبـر الشهيد الهادي بن أبي الرجال وغيـرهم، وفيها قبور القرن الحادي عشـر والثاني عشرالهجري.
- المصكعة

الواقعة بجوار بِرْكَة المصكعة، وقد أصبحت داثرة، وفيها قـبـر القاضـي محمد بن القاسم الأكوع، ولعل القبور التي كانت بها منذ أزمان قديمة وحتى بداية القرن السابع الهجري، وقد وقعت بتلك الأماكن حروبٌ كثيـرة، والله أعلم.
5- جربة معمَّر
وهي مقـبـرة تقع في الجهة الغربية الشمالية بحوث، بجوارها جنوباً محطة الكهرباء، ومن جهة الشمال مقـبـرة المغبرة، ومن الغرب الوادي الذي يصل بوادي خبش، وتحوي هذه المقبرة العديد من الفضلاء والعلماء والأعيان، كالسيد العلامة محمد بن أحمد السـراجي، والسيد العلامة الحجة الحسن بن الحسين ساري، وولده العلامة علي بن الحسن، وبجوارهما من الجنوب العلامة القاسم بن محمد السـراجي، وفيها قـبـر السيد العلامة الحسين بن محمد الديدي، وبعض أولاد المحسن بن أحمد، والسيد العلامة الزاهد يـحيى بن محمد بن إسحاق أبو علي، وهي مقـبـرة تضم وفيات القرن الثالث عشر والرابع عشر للهجرة.
- المغبَّرة

وهي المقـبـرة وتـحدها من الجنوب مقـبـرة جربة معمَّر، ومن الشمال مدرستي الثانوية والأساسية، وفيها الكثيـر من الفضلاء، أمثال السيد العلامة الشهيـر القاسم بن أحمد زيد الحوثي وأولاده، وفيها قـبـر العلامة الحجة الحسن بن القاسم السـراجي، وهو في الجهة الجنوبية الشـرقية، وتـحـتوي على قبور الفضلاء منذ القرن الرابع عشـر الهجري والقرن الخامس عشـر الهجري وإلى الآن، وجهتها الجنوبية أوقفها السيد العلامة علي بن حسين عشيش، وهو أول من قـبـر فيها.
- أم يوسف

وهي مقـبـرة تقع في الجهة الغربية من الوادي الذي بحوث، والذي هو أحد فروع وادي خبش، فهو يـحد المقبرة من جهة الشـرق، ومن الغرب (المديد) لبيت زيد، وشمالاً مالُ بيت الكبيـر، وجنوباً الطريق المارة بين صنعاء وصعدة ذهاباً وإياباً.
وهذه المقـبـرة تنقسم إلى قسمين: القسم الجنوبي لبيت الكبيـر، والقسم الشمالي للقضاة بيت الرصاص، وفيها فضلاء وأعيان السادة والقضاة، كالسيد العلامة الزاهد زيد بن علي الكبيـر، والوالد الفاضل حسن بن محسن الكبيـر، جدَّ آل الكبيـر، وغيـرهما، وفيها قـبـر القاضـي العلامة الكبيـر عبد الله بن يـحيى البدري، وأولاده وأحفاده والذي منهم القاضـي العلامة المجتهد المطلق محمد بن علي البدري، وفيها قـبـر العلامة المجتهد شيخ المشائخ محسن بن مرشد السعودي المغدفي.
- مقـبـرة المخابيز

وهي بجوار بركة المخابيز، وقد أصبحت داثرة، ولعلها قديمة وكانت مقـبـرة لبني سلامة، ولا تزال بها قبور ظاهرة في جهة الجنوب الشـرقي، وهو قـبـر القاضـي العلامة أحمد بن محمد بن قاسم الأكوع المعروف بشعلة، وفيها قـبـر القاضـي محمد الطامي، ويقول البعض أن قـبـر محمد بن نشوان بها، وهو غيـر صحيـح إذ لم يقـبـر بحوث.

## أشهر علمائها
1. نشوان بن سعيد الحميري توفي (573هـ)
2. الحسن بن محمد الرصاص (546هـ ـ 584هـ)
3. حُمَيد بن أحمد القرشي توفي (621هـ)
4. أحمد بن الحسن بن محمد الرصاص توفي (621هـ)
5. الإمام المنصور بالله عبدالله بن حمزة [561هـ - 614هـ]
6. علي بن أحمد الأكوع
7. أحمد بن محمد الأكوع توفي (640هـ)
8. عبدالله بن الإمام يحيى بن حمزة [.... ـ 788هـ]
9. علي بن محمد بن هُطَيل [... - 812هـ]
10. علي بن محمد بن أبي القاسم النجري [.... ـ 844هـ]
11. عبد الله بن محمد بن أبي القاسم النجري [825هـ ـ 877هـ]
12. أمير الدين بن عبد الله بن نهشل (... -1029 هـ)
13. محمد بن علي عشيش [.... ـ 1034هـ]
14. الحسن بن محمد بن حسن الشرعي
15. يحيى بن محمد المعروف بالعروبا [1107هـ ـ 1152هـ ]
16. أحمد بن قاسم عشيش
17. الإمام المتوكل على الله المحسن بن أحمد [ ... ـ 1295هـ]
18. محمد بن إسماعيل عشيش [ ... ـ 1296هـ]
19. الإمام الهادي شرف الدين بن محمد عشيش (1245هـ ـ 1307هـ)
20. الامام المنصور بالله محمد بن يحيى حميد الدين (1250هـ ـ 1322هـ)
21. الحسن بن الحسين ساري (1250هـ ـ 1335هـ)
22. محمد بن علي البدري (1343هـ ـ 1420هـ)
23. الحسن بن محمد ساري (1344هـ ـ 1417هـ)
24. الحسن بن القاسم السراجي (1348هـ ـ 1420هـ)
25. عمرو بن علي العنسي
26. أحمد بن جابر الكينعي (.... ـ 1110هـ)
27. أحمد بن يحيى بن أحمد الأعضب (.... ـ 1267هـ)
28. الحسين بن محمد الديدي الأعضب (... ـ 1334هـ)
29. عباس بن أحمد الحسني الصنعاني (1304هـ ـ 1376هـ)
30. حسين بن محمد بن قاسم زيد الحوثي (1289هـ ـ 1362هـ)
31. علي بن محمد أبو علي (1334هـ ـ 1420هـ)